# سد سویانگ
سد سویانگ (به لاتین: Soyang Dam) یک سد خاکی و نیروگاه برقابی در کره جنوبی است که در چانچئون واقع شده‌است.